# Байда, Владимир Антонович
Владимир Антонович Байда — советский хозяйственный, государственный и политический деятель, Герой Социалистического Труда.

## Биография
Родился 11 июля 1927 года в Польше в украинской семье. Член КПСС с 1960 года.
С 1948 года — на хозяйственной, общественной и политической работе. В 1948—1982 гг. — ученик школы фабрично-заводского обучения, забойщик шахты, резчик на торфоразработках, грузчик, плотник, проходчик, бригадир проходчиков шахты № 5 «Великомостовская» строительного управления № 2 комбината «Укрзападшахтострой» в городе Червоноград Львовской области Украинской ССР.
Указом Президиума Верховного Совета СССР от 26 апреля 1957 года присвоено звание Героя Социалистического Труда с вручением ордена Ленина и золотой медали «Серп и Молот».
Избирался депутатом Совета Союза Верховного Совета СССР 5-го созыва от Бродовского избирательного округа № 484 Львовской области.